# عدوى الكلوستريديوم العسير
|  | يجري الآن نقاش حول نقل صفحة عدوى الكلوستريديوم العسير إلى عدوى المطثية العسيرة. جار التوصل إلى اتفاق بشأن النقل في صفحة طلبات النقل. |

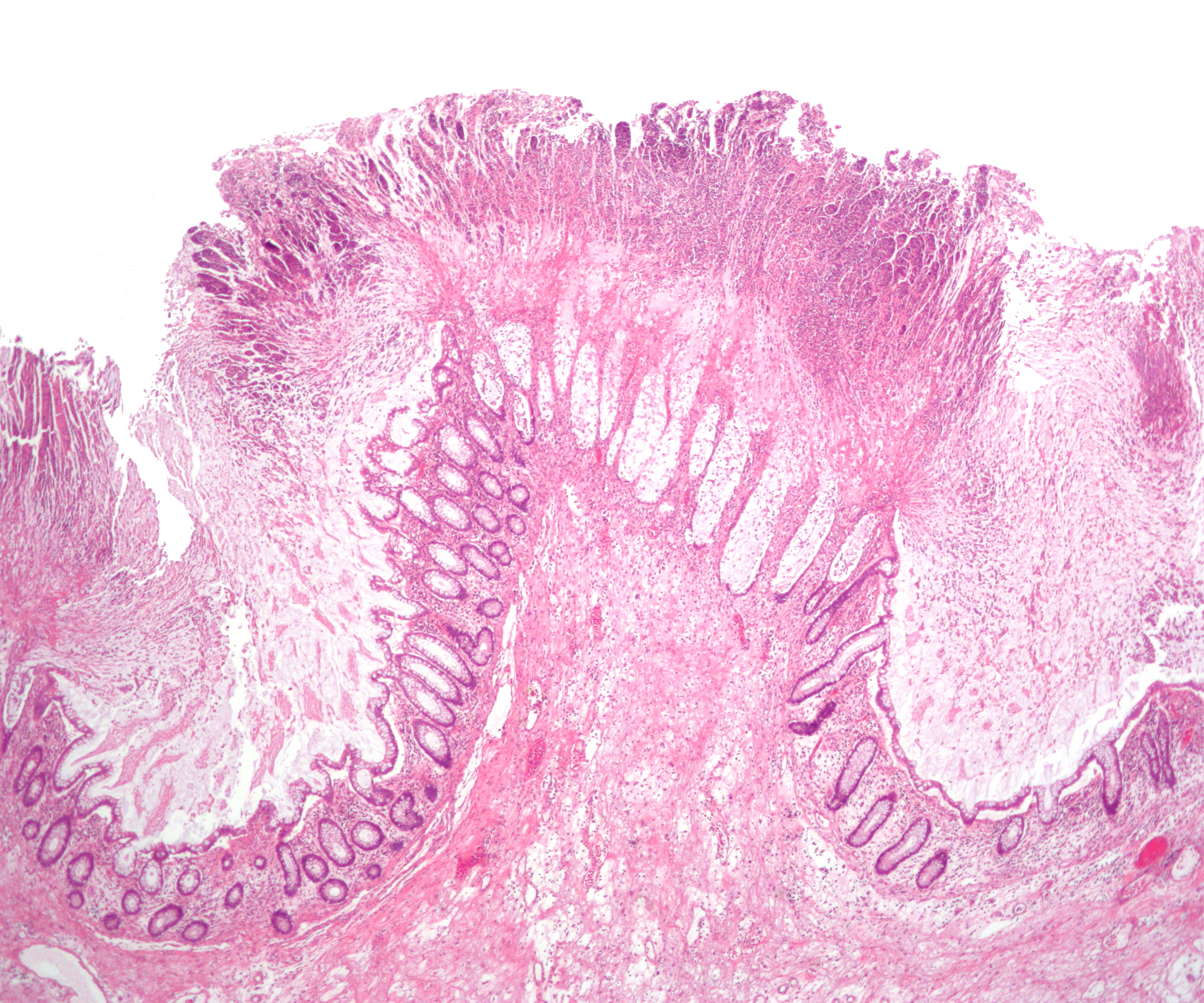
صورة ميكروسكوبية عن الغشاء الكاذب القولوني ملتهب بسبب بكتيريا المطثية العسيرة

عدوى المطثية العسيرة أو التهاب القولون الغشائي الكاذب أو الاسهال المرتبط بالمطثية العسيرة أو التهاب القولون بالمطثية العسيرة أو عدوى الكلوستريديوم ديفيسيل (بالإنجليزية: Pseudomembranous colitis) هي أحد مسببات الإسهال المتعلق بالمضادات الحيوية، وهي عبارة عن التهاب القولون. وهذا الالتهاب في الأغلب وليس دائماً يحدث بسبب بكتيريا المطثية العسيرة. ولهذا يمكن ان يسمى المرض أيضاً بالتهاب قولون المطثية العسيرة.

## الأعراض والعلامات
- إسهال ذو رائحة كريهة
- حمى (ارتفاع بدرجة الحرارة)
- ألم بطني
- تضخم القولون السمي (وهذه خطيرة)

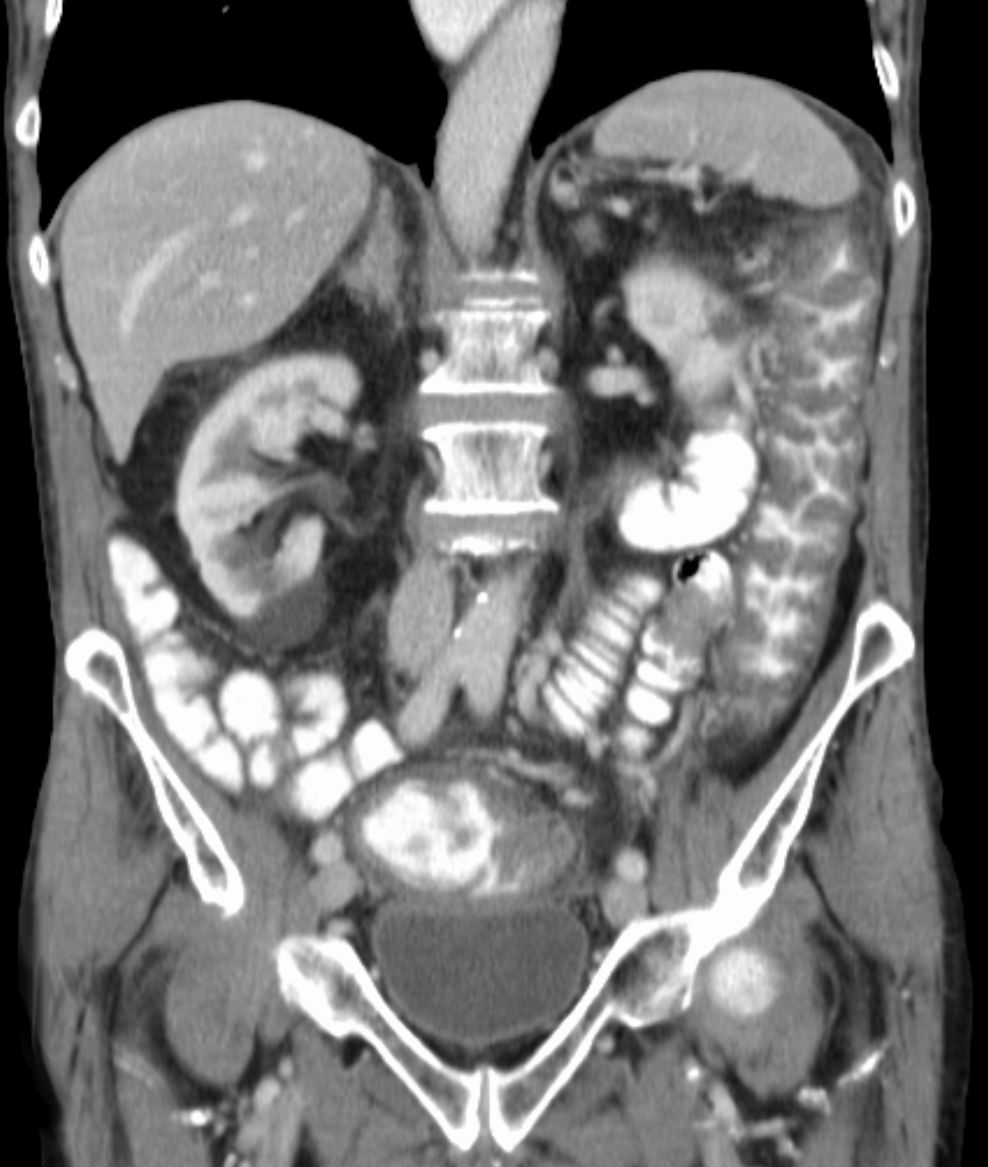
صورة طبقية لإلتهاب القولون الغشائي الكاذب

الإسهال يتصف برائحة كريهة وغير دموي، ولكن قد يلاحظ المرض بعض الدم إذا يتعاطى مضاد تخثر أو لديه أية حالات معوية سفلية مثل بواسير ملتهبه. ولكن غاية الحديث أن الدم مع البراز لايكون بسبب التهاب القولون الغشائي الكاذب.
ألم البطن دائماً موجود وقد يكون حاد، وقد نلاحظ بشكل كبير أعراض مثل الحرارة والإعياء وفقدان الشهية، وهذه الأعراض الثلاثة تعتبر من أهم ما يميز التهاب القولون الغشائي الكاذب عن حالات الإسهال المتعلق بالمضادات الحوية الأخرى. وهم أيضاً بشكل عام «متعبون»، وفحوصات الدم توضح أنهم لديهم فقر دم وانخفاض ألبومين المصل وانخفاض عدد خلايا الدم البيضاء.

## تولد المرض
استخدام أدوية مثل كليندامايسن أو مضادات حيوية واسعة الطيف مثل سيفالوسبورين أو أدوية مشابهة للبنسلين مثل أموكسيسيلين، قد يؤدي إلى إنقاص الأنبتة الجرثومية المعوية (مجموعة من البكتيريا الطبيعية وميكروبات أخرى) في القولون. أي ان المضادات الحيوية تميت الكثير من البكتيريا، فالبكتيريا المتبقية لن يكون لديها الكثير من البكتيريا الأخرى المنافسة على الغذاء والمكان، مما يؤدي إلى نمو الأنبتة الجرثومية المعوية المتبقية بصورة أكثر من الازم، المطثية العسيرة هي أحد البكتيريا التي تبقى وتنمو وتقوم بإفراز سموم.

## التشخيص

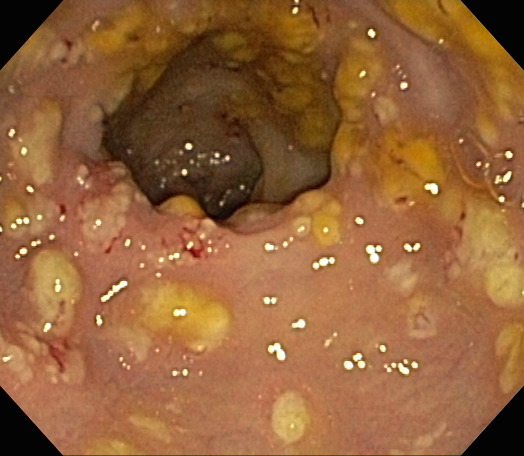
صورة تنظير قولوني لإتهاب القولون الغشائي الكاذب.

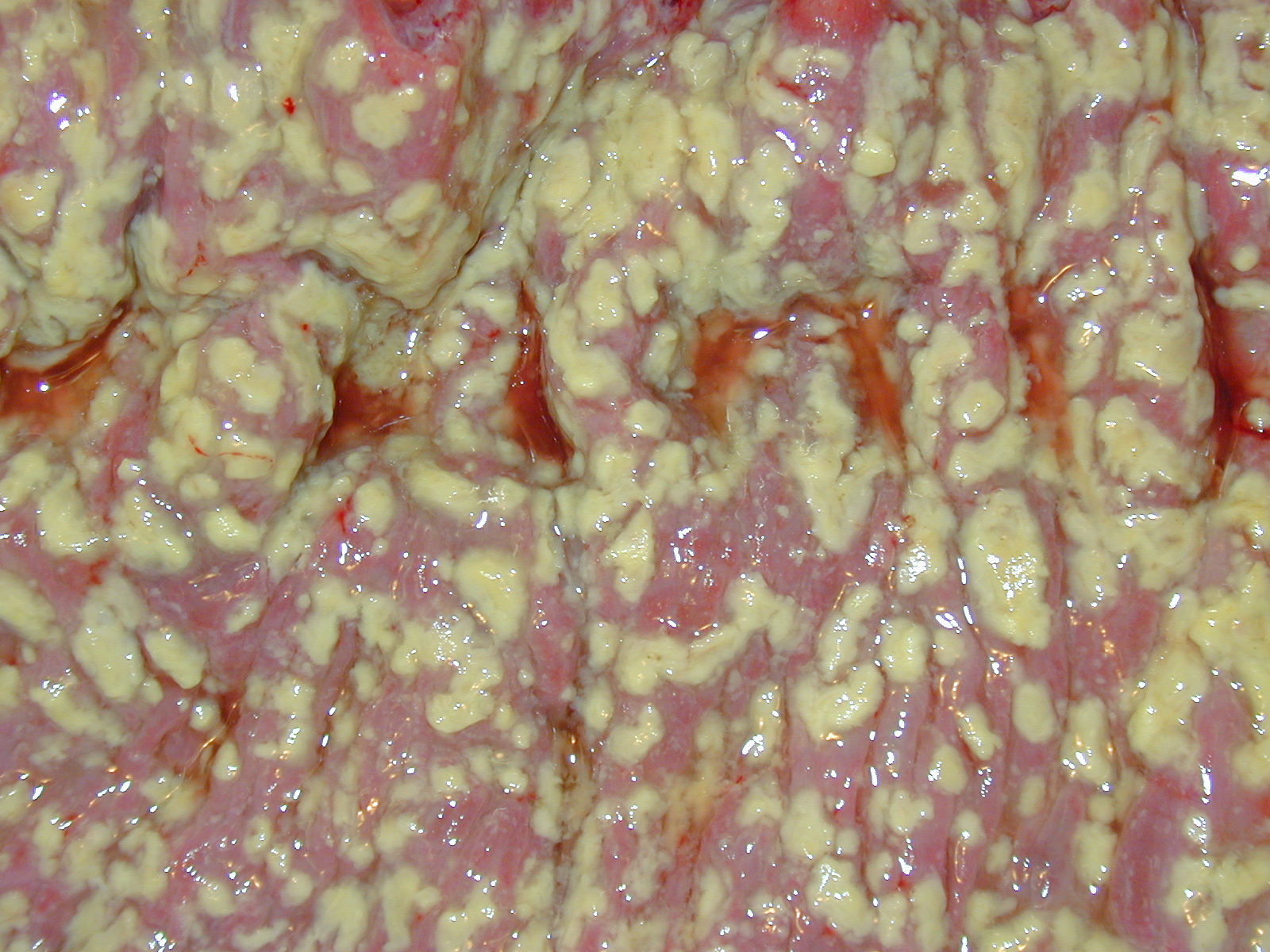
عينية مرضية، توضح التهاب القولون الغشائي الكاذب

لإجراء التشخيص، فإنه هام جداً على الطبيب أن يتعرف على أية مضادات حيوية تم تعاطيها مؤخراً. قد يحدث هذا المرض بعد ستة أشهر من استخدام المضادات الحيوية. على الرغم من أن العلاقة بين جرعة/مدة استعمال المضادات الحيوية واحتمال حدوث التهاب القولون الغشائي الكاذب، قد يحدث الالتهاب بعد جرعة واحدة من المضاد الحيوي. في مرضى العمليات الجراحية وعلاج الأسنان لتفادي العدوى التي قد تصاحب العملية في الواقع يتم استخدام المضادات الحيوية لجرعة واحدة إتقائية لحماية المريض من أية عدوى تصاحب العملية. استخدام بعض الأدوية مثل مثبط مضخة البروتون (أوميبرازول) لارتجاع الحمض المعدي، أو أدوية مضادات الكولين التي قد تبطئ عملية الهضم، قد تؤدي إلى حصر السموم البكتيرية وعدم تحليلها فيصبح تأثيرها أقوى أو قد يزيد من أثار المضادات الحيوية واسعة الطيف.
قبل ظهور اختبارات للكشف عن سموم المطثية العسيرة، سابقاً كان تشخيص التهاب القولون الغشائي الكاذب عن طريق تنظير القولون أو تنظير السيني. المظهر «الغشائي الكاذب» على الغشاء المخاطي للقولون أو المستقيم هو مشخص لالتهاب القولون الغشائي الكاذب. ويتكون «الغشاء الكاذب» من إفرازات مصنوعة من بقايا الإتهابات، وخلايا الدم البيضاء وغيرها.
على الرغم من تنظير القولون وتنظير السيني، فإن اختبار البراز لوجود المطثية العسيرة يعتبر الخط التشخيصي الأول. الآن في كثير من الأحيان نهج الخط الأول التشخيصية. وعادةً يفحص سٌمان اثنان فقط (سُم A) و (سُم B)، ولكن المطثية العسيرة قد تنتج سموما أخرى. وهذا الفحص ليس دقيق 100%، حيث أن لهذا الاختبار معدل	سلبي كاذب متوسط، حتى مع تكرار الفحص.
يوجد طريقة حديثة (متكونة من خطوتين) للبحث عن وجود المطثية العسيرة في البراز وبعدها يبحث عن إنتاج السموم. الخطوة الأولى تتم بالبحث عن وجود مستضد نازع هيدروجين الغلوتامات للمطثية العسيرة، والخطوة الثانية عن طريق إجراء تفاعل البوليميراز المتسلسل للجينات التي تفرز السموم.

## الوقاية
تم إجراء تجربة عشوائية باستخدام مشروب بروبيوتيك يحتوي على الملبنة المجبنة والملبنة البلغارية والعقدية الحرية، أظهرت التجربة فعالية المشروب للوقاية من مطثية العسيرة، ولكن هذه الدراسة تمت تحت رعاية الشركة المنتجة لهذا المشروب.

## العلاج
يتم معالجة التهاب القولون الغشائي الكاذب إما باستخدام فانكوميسين عن طريق الفم أو مترونيدازول عن طريق الوريد. ويمكن استخدام مترونيدازول عن طريق الفم بجرعة 500 ملغ ثلاث مرات يوميا لمدة 10 إلى 14 يوما للحالات الخفيفة إلى المعتدلة من مطثية العسيرة. اختيار الدواء يعتمد على شدة المرض والقدرة على تحمل الأدوية عن طريق الفم. العلاج بفانكوميسين لديه مخاطرة لتطوير مكورة معوية مقاومة للفانكوميسين، على الرغم من أن امتصاصه ضئيل من القناة الهضمية إلى مجرى الدم. في بعض الأحيان قد ارتبط الميترونيدازول مع تطور التهاب القولون الغشائي الكاذب. في هذه الحالات، لا يزال الميترونيدازول علاج فعال، لأن سبب التهاب القولون ليست المضادات الحيوية نفسها، وإنما التغير في الأنبتة الجرثومية المعوية في القولون بسبب المضادات الحيوية. بعض العدوى بمطثية العسيرة لا تستجيب للفانكومايسين أو الميترونيدازول يتم علاجها بريفاكسيمين عن طريق الفم. اعتبارا من منتصف عام 2011 تم الموافقة على فيداكسوميسين بديلا جديدا للعلاج، لتلقي العلاج وذلك. عدد قليل من المؤسسات الأكاديمية قد عالجت بنجاح التهاب القولون الغشائي الكاذب عن طريق العلاج البكتيري البرازي (زراعة البراز)، ولكن هذا العلاج يتم تفيذه للالتهابات الشديدة والمتكررة وقد أظهرت نتائج إيجابية للحالات التي لا يمكن علاجها عن طريق المذادات الحيوية.
لا يجوز استخدام كوليسترامين ومنحيات حامض الصفراء كعلاج مساعد، لأنها ممكن ان ترتبط بسموم مطثية العسيرة وتثبط فعالية المضادات الحيوية.
استخدمت العديد من علاجات البروبيوتيك كعلاج مساعد لالتهاب القولون الغشائي الكاذب. في دراسة واحدة صغيرة متكونة من 124 مرضى وقد تبين أن السكيراء البولاردية تعمل على تقليل معدل تكرار التهاب القولون الغشائي الكاذب
إذا المريض لم يستجيب للمضادات الحيوية للسيطرة على العدوى، قد يحتاج إلى استئصال القولون.

## وبائيات المرض
في معظم الحالات، أي مريض يأتي بالتهاب القولون الغشائي الكاذب فإنه كان يتعاطى مضادات حيوية مؤخراً. المضادات الحيوية تخل بالأنبتة الجرثومية المعوية. بعض المضادات الحيوية، مثل الأمبيسلين لديها قدرة أعلى على خلق بيئة حيث البكتيريا المسببة لالتهاب القولون الغشائي الكاذب يمكن ان تلقى تنافس أقل من الأنبتة الجرثومية المعوية على الغذاء والمساحة، الكليندامايسين هو مضاد حيوي لديه أيضاً نفس التاثير على الأنبتة الجرثومية المعوية، لكن المضادان السابقان ليس من المرجح أن يتسببوا بالالتهاب القولوني. سيفالوسبورين هي مجموعة من المضات الحيوية مسبب شائع لمرض التهاب القولون الغشائي الكاذب وذلك لكثرة إستخدامها هذه الأيام.
يوجد عوامل مخاطرة غير تعاطي المضادات الحيوية لتطور مرض التهاب القولون الغشائي الكاذب ومنها الكبر في السن وإذا تعرض إلى عملية جراحية كبرى. وبعض البحوث أثبتت ان مثبط مضخة البروتون مرتبط بالتهاب القولون الغشائي الكاذب.